# ألكسيس نيكولاس
الكسيس نيكولا (بالإنجليزية: Alexis Nicolas)‏ (13 فبراير 1983 بوستمنستر في المملكة المتحدة - ) هو لاعب كرة قدم بريطاني في مركز الوسط. شارك مع منتخب قبرص تحت 21 سنة لكرة القدم. أما مع النوادي، فقد لعب مع أستون فيلا وبرايتون أند هوف ألبيون وتشيلسي وسانت ألبانز سيتي.

## وصلات خارجية
- الكسيس نيكولا على موقع قاعدة بيانات كرة القدم.إي يو (الإنجليزية)
- الكسيس نيكولا على موقع Soccerbase.com (لاعب) (الإنجليزية)
- الكسيس نيكولا على موقع عالم كرة القدم.نت (الإنجليزية)